# Hudiksvall (stad)
Hudiksvall is de hoofdstad in de gemeente Hudiksvall in het landschap Hälsingland en de provincie Gävleborgs län in Zweden. De stad heeft 14850 inwoners (2005) en een oppervlakte van 971 hectare.
De stad ligt aan het Hudiksvallsfjärden, een baai van de Botnische Golf. De stad ligt aan de Europese weg 4. De dichtstbijzijnde "grote" steden zijn Gävle en Sundsvall, Gävle ligt circa 130 kilometer ten zuiden van de stad en Sundsvall circa 80 kilometer ten noorden van de stad.
Een bekend symbool van de stad zijn de havenhuizen, die in de stad staan. Een andere bezienswaardigheid in de stad is de kerk Hudiksvalls kyrka, deze kerk werd gebouwd tussen 1643 en 1672.

## Geschiedenis
De stad heeft stadsrechten sinds 1582. Er hebben meerdere stadsbranden in Hudiksvall gewoed. De grootste was in 1721 toen de stad tijdens de Grote Noordse Oorlog in brand werd gestoken door Russen, deze vernietigde een groot deel van de stad. De huidige stratenstructuur in de stad stamt uit 1792, toen de stad zich aan het herstellen was van een andere stadsbrand. De laatste "grote" stadsbrand vond plaats in het jaar 1906.

## Verkeer en vervoer
Bij de plaats lopen de E4 en Riksväg 84.
De plaats heeft een station aan de spoorlijn Stockholm - Sundsvall.

## Geboren
- Tomas Brolin (1969), voetballer
- Noomi Rapace (1979), actrice
- Daniel Richardsson (1982), langlaufer
- Dino Islamovic (1994), voetballer